# الفيلارخ

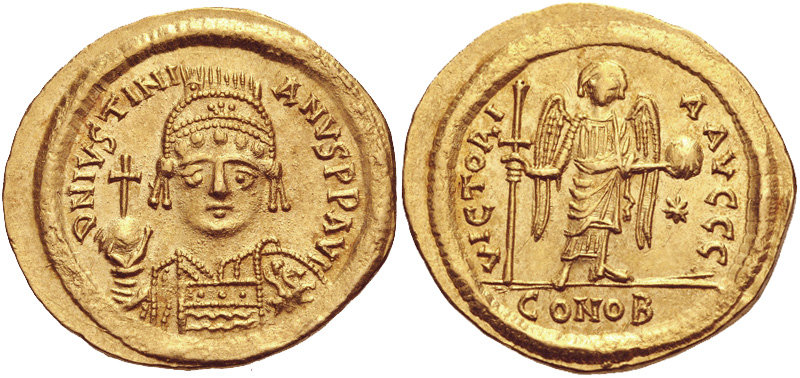
جستنيان الأول. ثيسالونيكي، تمثال نصفي يرتدي خوذة ودرعًا، ويواجه الصليب الطويل والكرة الأرضية، وملاك يقف مواجهًا، ويحمل صليبًا طويلًا وكرة أرضية، ونجمة على اليمين؛

الفيلارخ (باليونانية: φύλαρχος؛ وباللاتينية: phylarchus) هو منصب يوناني يعني "حاكم القبيلة"، مشتق من كلمة phyle "قبيلة" + "archein " "يحكم".
في أثينا الكلاسيكية، كان الفيلارخ هو القائد المنتخب لسلاح الفرسان المقدم من كل قبيلة من قبائل المدينة العشر.
خلال الفترة الهيلينستية، اتخذ هذا المصطلح معناه الحرفي كرئيس لقبيلة. وكان يُطلقعلى العرب الذين كانوا يقودون القبائل، وهو يشابه مصطلح "الشيخ". استمر استخدام هذا المصطلح في الإمبراطورية الرومانية المتأخرة في فترة القرن الرابع إلى السابع للميلاد، ويُمنح للأمراء الرئيسيين لحلفاء الإمبراطورية العرب في الشرق، سواء كانوا مستوطنين داخل الإمبراطورية أو خارجها. وفي الفترة من حوالي 530 إلى 585، كان الفيلارخ الفردي يخضع لفيلارخ أعظم من سلالة الغساسنة.
في كتاب توماس مور " المدينة الفاضلة" (1516)، يُطلق لقب الفيلارخ على قادة المدن الفاضلة.